# Port lotniczy Ghat
Port Lotniczy Ghat – port lotniczy położony w Ghacie, w Libii.

## Linie lotnicze i połączenia
| Linia Lotnicza    | Kierunek           |
| ----------------- | ------------------ |
| Afriqiyah Airways | 1. Trypolis-Mitiga |
| Libyan Airlines   | 1. Trypolis-Mitiga |